# الله‌آباد (نصرت‌آباد)
الله‌آباد یا حاجی محمدنور روستایی در دهستان نصرت‌آباد بخش نصرت‌آباد شهرستان زاهدان استان سیستان و بلوچستان ایران است.

## جمعیت
بر پایه سرشماری عمومی نفوس و مسکن در سال ۱۳۹۵ جمعیت این روستا کمتر از ۳ خانوار بوده‌است.